# The 21st Century Guide to King Crimson – Volume One: 1969–1974
The 21st Century Guide to King Crimson – Volume One: 1969–1974 – archiwalny box set King Crimson, wydany 26 października 2004 roku nakładem Discipline Global Mobile jako poczwórny CD.

## Historia i muzyka albumu
The 21st Century Guide to King Crimson, Vol. 1: 1969–1974 jest pierwszym z dwóch czteropłytowych zestawów gromadzących cały dorobek zespołu nagrany w różnych składach. Materiał, zarówno studyjny jak i koncertowy zaprezentowany został w porządku chronologicznym. Płyta pierwsza zawiera utwory z czterech pierwszych płyt studyjnych z lat 1969–1971. Większość utworów z niej pochodzi z odzyskanych wcześniej taśm-matek. Poza tym znalazły się na niej okrojone, instrumentalne wersje utworów „In the Wake of Poseidon” i „Islands” i „Sailor's Tale”. Płyta druga zawiera nagrania koncertowe King Crimson z lat 1969–1972. Wśród nich wyróżniają się: cover „Get Thy Bearings”, Donovana, „Groon” i instrumentalna wersja „21st Century Schizoid Man” (z 11 lutego 1972 roku). Płyta trzecia zawiera utwory z albumów studyjnych z lat 1973–1974, ze skróconymi wersjami „Larks' Tongues in Aspic, Pt. 1” i „Starless”. Na płycie czwartej znalazły się nagrania koncertowe z tego samego okresu oraz „Improv: Augsburg” – jedyny niepublikowany wcześniej fragment występu z 27 marca 1974 roku. Dołączona 24-stronicowa książeczka zawiera informacje o zespole i jego zdjęcia do momentu jego rozpadu w 1974 roku.

## Lista utworów
Lista według Discogs:
| 1.  | 21st Century Schizoid Man autorzy: Lake, McDonald, Giles, Sinfield, Fripp               | 7:24    |
|     |                                                                                         |         |
| 2.  | I Talk To The Wind autorzy: McDonald, Sinfield                                          | 6:05    |
|     |                                                                                         |         |
| 3.  | Epitaph autorzy: Lake, McDonald, Giles, Sinfield, Fripp                                 | 8:47    |
|     |                                                                                         |         |
| 4.  | Moonchild autorzy: Lake, McDonald, Giles, Sinfield, Fripp                               | 3:37    |
|     |                                                                                         |         |
| 5.  | The Court Of The Crimson King autorzy: McDonald, Sinfield                               | 9:27    |
|     |                                                                                         |         |
| 6.  | Peace - A Theme autorzy: Fripp                                                          | 1:14    |
|     |                                                                                         |         |
| 7.  | Cat Food autorzy: McDonald, Sinfield, Fripp                                             | 4:52    |
|     |                                                                                         |         |
| 8.  | Groon autorzy: Fripp                                                                    | 3:32    |
|     |                                                                                         |         |
| 9.  | Cadence And Cascade autorzy: Sinfield, Fripp                                            | 4:37    |
|     |                                                                                         |         |
| 10. | In The Wake Of Poseidon (Instrumental Edit) edycja: The Vicar, autorzy: Sinfield, Fripp | 4:02    |
|     |                                                                                         |         |
| 11. | Ladies Of The Road autorzy: Sinfield, Fripp                                             | 5:30    |
|     |                                                                                         |         |
| 12. | Sailor's Tale (Abridged) autorzy: Fripp                                                 | 7:19    |
|     |                                                                                         |         |
| 13. | Islands (Instrumental Edit) edycja: The Vicar, autorzy: Sinfield, Fripp                 | 5:30    |
|     |                                                                                         |         |
| 14. | Tuning Up autorzy: Fripp                                                                | 0:49    |
|     |                                                                                         |         |
| 15. | Bolero autorzy: Fripp                                                                   | 6:24    |
|     |                                                                                         |         |
|     |                                                                                         | 1:19:09 |
|     |                                                                                         |         |

| 1.  | The Court Of The Crimson King autorzy: McDonald, Sinfield                                                        | 6:55    |
|     | |         |
| 2.  | A Man, A City autorzy: Lake, McDonald, Giles, Sinfield, Fripp                                                    | 12:10   |
|     | |         |
| 3.  | 21st Century Schizoid Man autorzy: Lake, McDonald, Giles, Sinfield, Fripp                                        | 7:30    |
|     | |         |
| 4.  | Get Thy Bearings aranżacja: Lake, McDonald, Giles, Fripp; autor: Donovan                                         | 10:53   |
|     | |         |
| 5.  | Mars aranżacja: Lake, McDonald, Giles, Sinfield, Fripp; autor: Holst                                             | 6:41    |
|     | |         |
| 6.  | Pictures Of A City autorzy: Sinfield, Fripp                                                                      | 8:44    |
|     | |         |
| 7.  | The Letters autorzy: Sinfield, Fripp                                                                             | 4:28    |
|     | |         |
| 8.  | The Sailor's Tale autor: Fripp                                                                                   | 4:49    |
|     | |         |
| 9.  | Groon autor: Fripp                                                                                               | 6:44    |
|     | |         |
| 10. | 21st Century Schizoid Man (Instrumental Edit) edycja: The Vicar, autorzy: Lake, McDonald, Giles, Sinfield, Fripp | 9:47    |
|     | |         |
|     | | 1:18:41 |
|     | |         |

| 1.  | Larks' Tongues In Aspic Part I (Abridged) autorzy: Bruford, Cross, Muir, Wetton, Fripp | 10:46   |
|     |                                                                                        |         |
| 2.  | Book Of Saturday autorzy: Wetton, Palmer-James, Fripp                                  | 2:51    |
|     |                                                                                        |         |
| 3.  | Easy Money autorzy: Wetton, Palmer-James, Fripp                                        | 8:01    |
|     |                                                                                        |         |
| 4.  | Larks' Tongues In Aspic Part II autor: Fripp                                           | 7:11    |
|     |                                                                                        |         |
| 5.  | The Night Watch autorzy: Wetton, Palmer-James, Fripp                                   | 4:41    |
|     |                                                                                        |         |
| 6.  | The Great Deceiver autorzy: Wetton, Palmer-James, Fripp                                | 4:02    |
|     |                                                                                        |         |
| 7.  | Fracture autor: Fripp                                                                  | 11:12   |
|     |                                                                                        |         |
| 8.  | Starless (Abridged) autorzy: Bruford, Cross, Wetton, Palmer-James, Fripp               | 4:36    |
|     |                                                                                        |         |
| 9.  | Red autor: Fripp                                                                       | 6:15    |
|     |                                                                                        |         |
| 10. | Fallen Angel autorzy: Wetton, Palmer-James, Fripp                                      | 6:03    |
|     |                                                                                        |         |
| 11. | One More Red Nightmare autorzy: Wetton, Palmer-James, Fripp                            | 7:06    |
|     |                                                                                        |         |
|     |                                                                                        | 1:12:44 |
|     |                                                                                        |         |

| 1.  | Asbury Park autorzy: Bruford, Cross, Muir, Wetton, Fripp                  | 7:00    |
|     |                                                                           |         |
| 2.  | The Talking Drum                                                          | 5:45    |
|     |                                                                           |         |
| 3.  | Larks' Tongues In Aspic Part II autor: Fripp                              | 6:29    |
|     |                                                                           |         |
| 4.  | Lament autorzy: Wetton, Palmer-James, Fripp                               | 4:18    |
|     |                                                                           |         |
| 5.  | We'll Let You Know autorzy: Bruford, Cross, Wetton, Fripp                 | 4:13    |
|     |                                                                           |         |
| 6.  | Improv: Augsburg autorzy: Bruford, Cross, Muir, Wetton, Fripp             | 1:08    |
|     |                                                                           |         |
| 7.  | Exiles (Abridged) autorzy: Cross, Palmer-James, Fripp                     | 5:52    |
|     |                                                                           |         |
| 8.  | Easy Money autorzy: Wetton, Palmer-James, Fripp                           | 9:12    |
|     |                                                                           |         |
| 9.  | Providence autorzy: Bruford, Cross, Wetton, Fripp                         | 10:01   |
|     |                                                                           |         |
| 10. | Starless And Bible Black autorzy: Bruford, Cross, Wetton, Fripp           | 9:22    |
|     |                                                                           |         |
| 11. | 21st Century Schizoid Man autorzy: Lake, McDonald, Giles, Sinfield, Fripp | 8:16    |
|     |                                                                           |         |
| 12. | Trio autorzy: Bruford, Cross, Wetton, Fripp                               | 5:49    |
|     |                                                                           |         |
|     |                                                                           | 1:17:25 |
|     |                                                                           |         |

## Odbiór

### Opinie krytyków
| Recenzje             | Recenzje |
| Publikacja           | Ocena    |
| -------------------- | -------- |
| AllMusic             | [ 1 ]    |
| The Austin Chronicle | [ 3 ]    |
| The Boston Phoenix   | [ 4 ]    |
| Prog Archives        | 4.58/5.0 |
| RYM                  | 4.31/5   |
| Sputnikmusic         | 4.2/5    |

„Dysk czwarty zamyka kolekcję w epicki sposób, co jest bez wątpienia najbardziej fascynującym zestawem występów, jakie kiedykolwiek zebrano ze składu z lat 1973–1974” – ocenia Lindsay Planer z AllMusic.
„Po co tu kilka wersji tego samego utworu” – zastanawia się David Lynch z tygodnika The Austin Chronicle dając jako przykład 21st Century Schizoid Man. Odpowiadając stwierdza, iż „profesor Fripp wykorzystuje przestrzeń pudełka, by zaprezentować rozwojowe crimsonowanie”. W podsumowaniu stwierdza, że „przewodnik dokumentuje także sporą część początków progresywnego i hard rocka, jak również materiał źródłowy wielu wielkich nazwisk na dzisiejszej scenie. Niech żyje król”.
Płyty są w „pięknym, poręcznym opakowaniu. A dźwięk został ulepszony” – zauważa Eliot Wilder z Boston Phoenix. Specjalną uwagę poświęca zawartym w dołączonej do box setu książeczce brutalnym i dosadnym cytatom z prasy, takim jak: „Są nudni nie do opisania” (opinia krytyka Los Angeles Times o występie zespołu w Whisky w 1969 roku) oraz wypowiedziom samego Frippa: „Miałem wrażenie, że tłum został zgnieciony”).
„Ten definitywny przegląd, na wpół studyjny, na wpół koncertowy, litościwie zatrzymuje się przed tym, jak pojawił się Adrian Belew z impersonacjami Davida Byrne’a w latach 80.” – ocenia wydawnictwo Will Hermes z magazynu Spin